# Suelo marciano

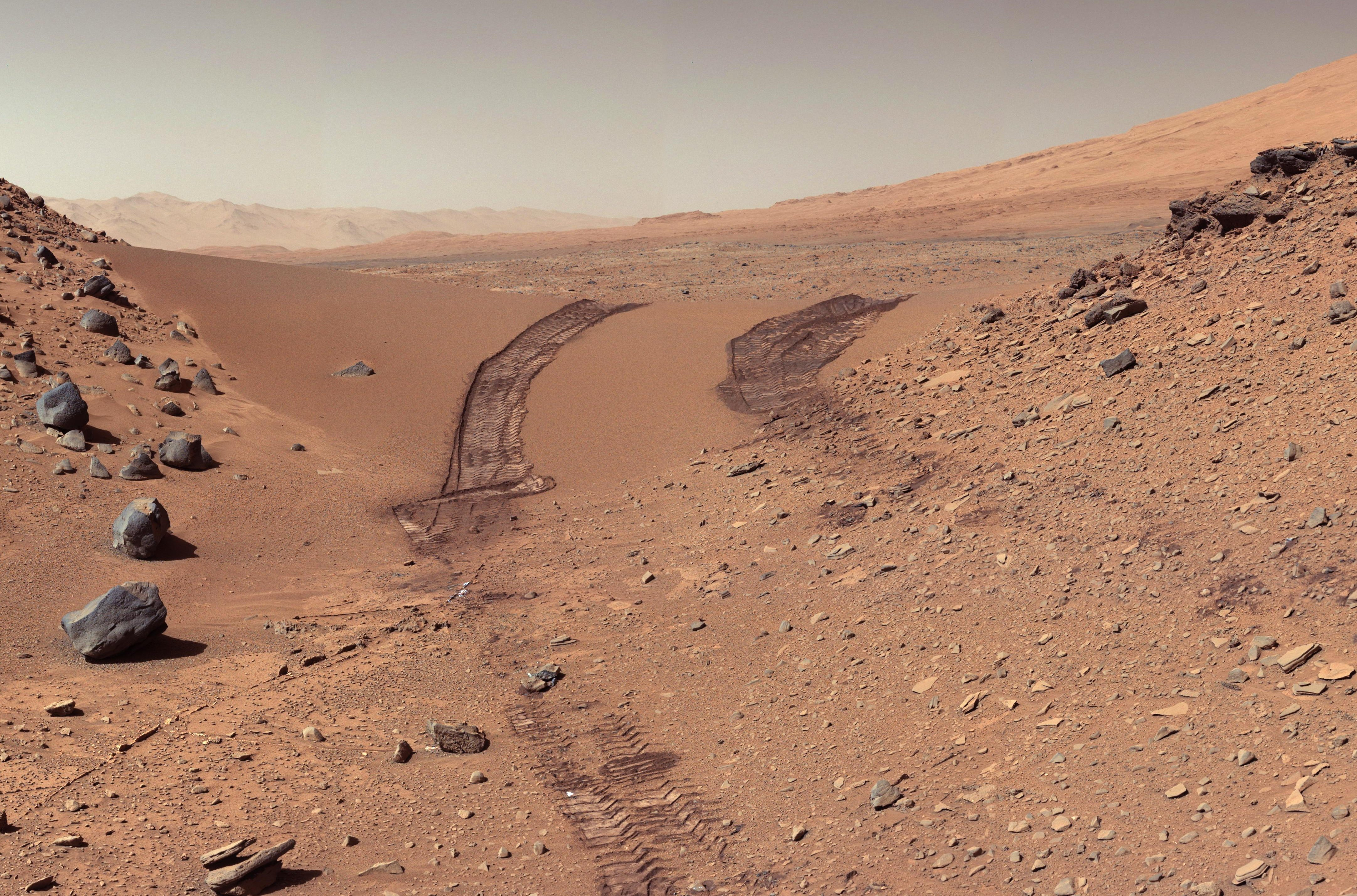
Vista de Curiosity del suelo marciano y cantos rodados después de cruzar la duna de arena "Dingo Gap" (9 de febrero de 2014, color crudo).

El suelo marciano es la capa superficial de fino regolito que se encuentra en la superficie de Marte. 

## Propiedades geológicas
Sus propiedades pueden diferir significativamente de las del suelo terrestre. El término suelo marciano típicamente se refiere a la fracción más fina de regolito. En la Tierra, el término "suelo" generalmente incluye contenido orgánico. En contraste, los científicos planetarios adoptan una definición funcional de suelo para distinguirlo de las rocas. Las rocas generalmente se refieren a escamas de 10 cm y materiales más grandes (por ejemplo, fragmentos, brechas y afloramientos expuestos) con alta inercia térmica, con fracciones areales consistentes con los datos de Viking Infrared Thermal Mapper (IRTM) e inmóviles bajo condiciones eólicas actuales. En consecuencia, las rocas clasifican como granos que exceden el tamaño de los adoquines en la escala de Wentworth.
Este enfoque permite la concordancia entre los métodos marcianos de teledetección que abarcan el espectro electromagnético desde las ondas gamma hasta las ondas de radio.  Tierra  se refiere a todos los demás materiales, por lo general no consolidados, incluidos aquellos suficientemente delgados para ser movilizados por el viento. Por lo tanto, el suelo abarca una variedad de componentes de regolito identificados en los sitios de desembarco. Los ejemplos típicos incluyen: armadura de cama, clastos, concreciones, deriva, polvo, fragmentos rocosos y arena. La definición funcional refuerza una definición genética recientemente propuesta de suelo en cuerpos terrestres (incluyendo asteroides y satélites) como una capa superficial no consolidada y químicamente erosionada de material mineral u orgánico de grano fino que excede el grosor de una escala de centímetros, con o sin elementos gruesos y porciones cementadas.
El polvo marciano generalmente connota materiales de granulometría aún más finos que el suelo marciano (y todavía 30 veces más fino que el talco pediátrico), la fracción que tiene menos de 30 micras de diámetro. El desacuerdo sobre la importancia de la definición del suelo surge debido a la falta de un concepto integrado de lo que es un suelo en la literatura. La definición pragmática de "medio para el crecimiento vegetal" ha sido comúnmente adoptada en la comunidad científica planetaria, pero una definición más compleja describe el suelo como "material (bio) geoquímico / físicamente alterado en la superficie de un cuerpo planetario que abarca depósitos telúricos superficiales extraterrestres". Esta definición enfatiza que el suelo es un cuerpo que retiene información sobre su historia ambiental y que no necesita la presencia de vida para formarse.

## Perfil geoquímico
Marte está cubierto de vastas extensiones de arena y polvo y su superficie está llena de rocas. El polvo se recoge ocasionalmente en vastas tormentas de polvo en todo el planeta. El polvo de Marte es muy fino y hay suficientes restos suspendidos en la atmósfera para dar al cielo un tono rojizo. El tono rojizo se debe a la oxidación de los minerales de hierro que probablemente se formaron hace unos miles de millones de años cuando Marte era cálido y húmedo, pero ahora que Marte es frío y seco, la oxidación moderna puede deberse a un superóxido que se forma en los minerales expuestos a los rayos ultravioleta bajo la luz solar. Se cree que la arena se mueve lentamente en los vientos marcianos debido a la muy baja densidad de la atmósfera en la época actual. En el pasado, el agua líquida que fluía en los barrancos y en los valles de los ríos puede haber dado forma al regolito marciano. Los investigadores de Marte están estudiando si la extracción de agua subterránea está configurando el regolito marciano en la época actual y si los hidratos de dióxido de carbono existen en Marte y desempeñan algún papel.

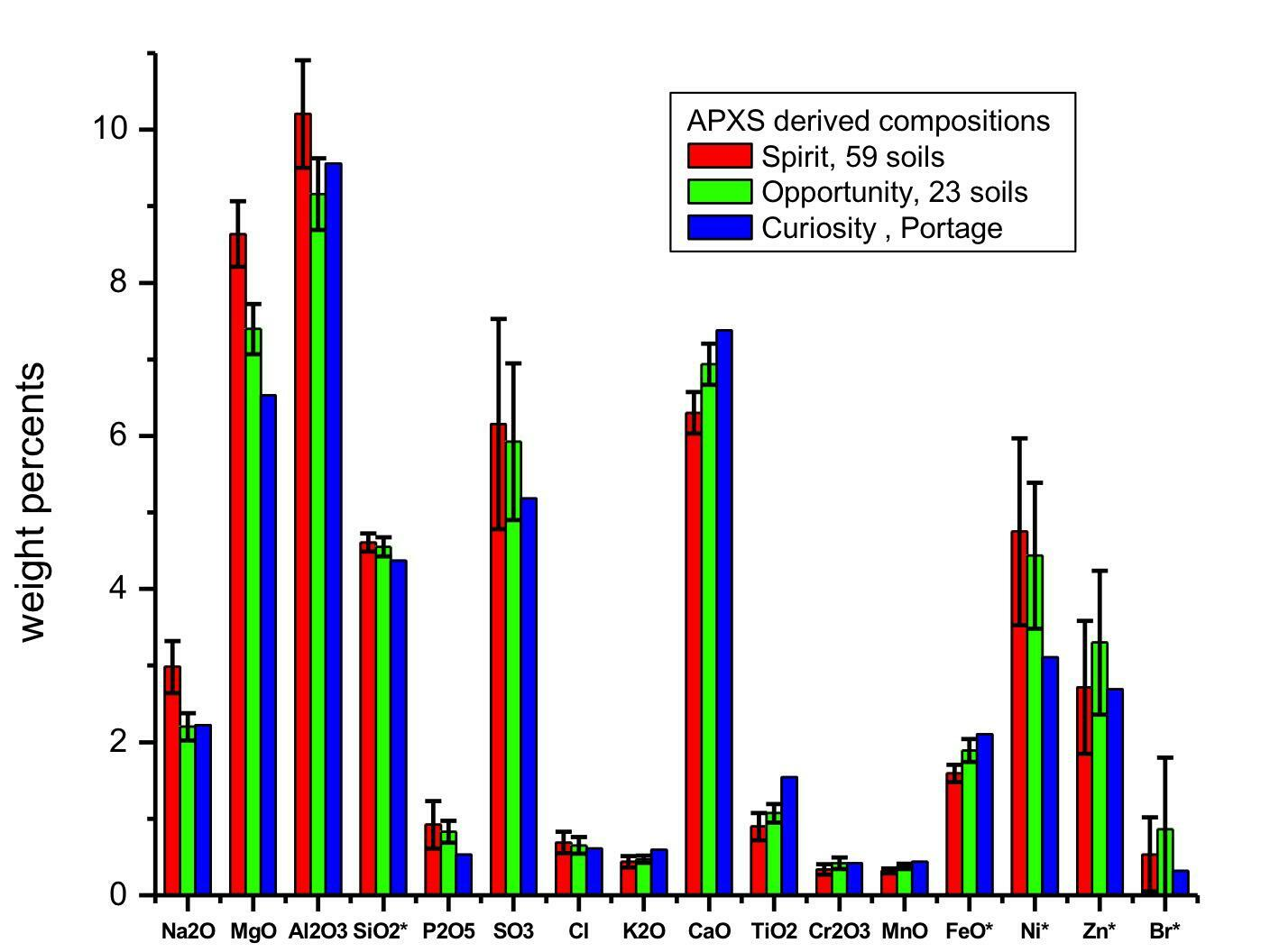
Comparación de los suelos en Marte - Muestras por Curiosity rover, Opportunity rover, Spirit rover (3 de diciembre de 2012).

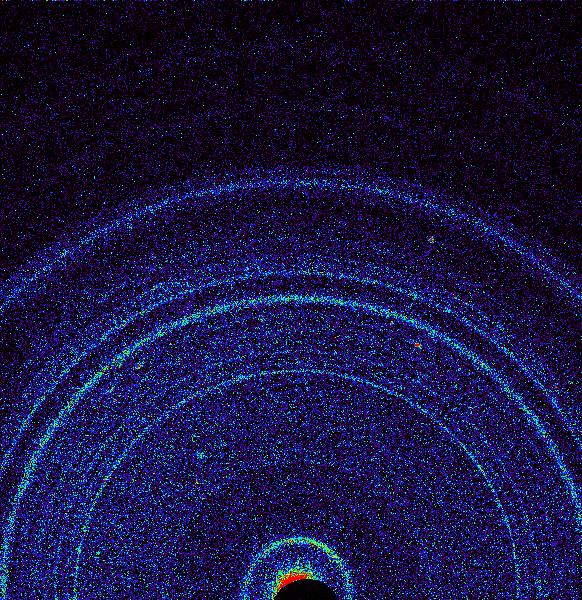
Primera vista de difracción de rayos X del suelo marciano: el análisis CheMin revela feldespato, piroxenos, olivina y más (rover Curiosity en "Rocknest", 17 de octubre de 2012).

Se cree que grandes cantidades de agua y dióxido de carbono permanecen congelados dentro del regolito en las partes ecuatoriales de Marte y en su superficie en latitudes más altas. Según el detector de neutrones de alta energía del satélite Mars Odyssey, el contenido de agua del regolito marciano es de hasta el 5 % en peso. Se ha interpretado que la presencia de olivino, que es un mineral primario fácilmente meteorizable, significa que los procesos de meteorización más físicos que químicos dominan actualmente en Marte. Se cree que las altas concentraciones de hielo en los suelos son la causa del avance acelerado del suelo, que forma el "terreno ablandado" redondeado característico de las latitudes medias marcianas.
En junio de 2008, el Phoenix Lander devolvió datos que mostraban que el suelo marciano era ligeramente alcalino y contenía nutrientes vitales como magnesio, sodio, potasio y cloruro, todos los cuales son necesarios para que crezcan los organismos vivos. Los científicos compararon el suelo cerca del polo norte de Marte con el de los jardines de patio en la Tierra y concluyeron que podría ser adecuado para el crecimiento de plantas. Sin embargo, en agosto de 2008, el Phoenix Lander realizó experimentos de química simples, mezclando agua de la Tierra con suelo marciano en un intento por probar su pH, y descubrió rastros del perclorato de sodio, al tiempo que confirmó las teorías de muchos científicos de que la superficie marciana era bastante básico, midiendo en 8,3. La presencia del perclorato, si se confirma, haría que el suelo marciano sea más exótico de lo que se creía anteriormente.  Se necesitan más pruebas para eliminar la posibilidad de que las lecturas de perclorato sean causadas por fuentes terrestres, que pueden haber migrado desde la nave espacial a las muestras o a la instrumentación.
Si bien nuestra comprensión de los suelos marcianos es extremadamente rudimentaria, su diversidad puede plantear la cuestión de cómo podemos compararlos con nuestros suelos basados en la Tierra. La aplicación de un sistema basado en la Tierra es ampliamente discutible, pero una opción simple es distinguir la Tierra (en gran medida) biótica del Sistema Solar abiótico, e incluir todos los suelos no terrestres en una nueva Base de Referencia Mundial para Recursos de Suelos Grupo de Referencia o Orden de taxonomía de suelos del USDA , que podría denominarse provisionalmente astrosoles.

Suelo "Sutton Inlier" en Marte - objetivo del láser de ChemCam - Curiosity rover (11 de mayo de 2013).

El 17 de octubre de 2012 (Curiosity rover en "Rocknest"), se realizó el primer análisis de difracción de rayos X del suelo marciano. Los resultados revelaron la presencia de varios minerales, incluidos el feldespato, los piroxenos y el olivino, y sugirieron que el suelo marciano en la muestra era similar a los "suelos basálticos erosionados" de los volcanes hawaianos. La ceniza volcánica hawaiana ha sido utilizada como simulante de regolito marciano por investigadores desde 1998.
En diciembre de 2012, los científicos que trabajan en la misión Mars Science Laboratory anunciaron que un extenso análisis del suelo marciano realizado por el rover Curiosity mostró evidencia de moléculas de agua, azufre y cloro, así como indicios de compuestos orgánicos. Sin embargo, la contaminación terrestre, como fuente de los compuestos orgánicos, no pudo ser descartada.
El 26 de septiembre de 2013, científicos de la NASA informaron que el vehículo de Marte Curiosidad detectó agua "abundante y fácilmente accesible" (1,5 a 3 % en peso) en muestras de suelo en la región de Rocknest de Aeolis Palus en Gale Crater. Además, la NASA informó que el rover Curiosity encontró dos tipos principales de suelo: un tipo máfico de grano fino y un tipo félsico de grano grueso de origen local. El tipo máfico, similar a otros suelos marcianos y polvo marciano, se asoció con la hidratación de las fases amorfas del suelo. Además, se encontraron percloratos, cuya presencia puede dificultar la detección de moléculas orgánicas relacionadas con la vida, en el sitio de aterrizaje del Curiosity rover (y anteriormente en el sitio más polar del módulo de Phoenix), lo que sugiere una "distribución global de estas sales". La NASA también informó que la roca Jake M, una roca encontrada por Curiosity en el camino a Glenelg, era una mugearita y muy similar a las rocas terrestres de la mugearita.